# Steigenberger Akademie
Die Steigenberger Akademie war eine staatlich anerkannte, private Hotelfachschule in Bad Reichenhall und bot Aus- und Weiterbildungen in Hotellerie und Tourismus an.

## Geschichte
1948 wurde die Schule durch den Landesverband des Bayerischen Hotel- und Gaststättenverbandes in Wildbad Kreuth gegründet, 1957 die Hotelberufsfachschule in Bad Reichenhall errichtet. 1972 wurde sie durch die Steigenberger-Hotelgesellschaft übernommen. Der Konzern weitete das bestehende Bildungsangebot der einjährigen Hotelberufsfachschule 1993 mit dem Ausbildungsgang und der Weiterbildung zum staatlich geprüften Hotelbetriebswirt sowie 2003 mit der Ausbildung zum Hotelökonom aus.
Im April 2008 vereinbarte die Akademie mit der Career Partner GmbH ein Joint Venture zum weiteren Ausbau der Bildungsangebote in Bad Reichenhall. Ab 2009 bot die Steigenberger Akademie in Kooperation mit der IU Internationalen Hochschule am Campus Bad Reichenhall die Bachelorstudiengänge Hotelmanagement und Tourismusmanagement an. Die Studiengänge richteten sich an Interessierte, die bereits eine Ausbildung in der Hotellerie oder im Tourismus absolviert haben.
2011 wurde die Akademie durch die Career Partner GmbH München übernommen.
2019 übernahm Schulleiterin Bettina Wolf das Ausbildungsinstitut. Die Kooperationen mit der Deutschen Hospitality und der IU wurden weitergeführt.
Zum 1. März 2022 kaufte die Deutsche Hospitality die „Steigenberger Akademie GmbH“ zurück, Bettina Wolf trat als Geschäftsführerin der GmbH zurück, blieb aber Direktorin der Schule. Die DH kündigte an, die Steigenberger Akademie am Standort weiter ausbauen, und das Angebot erweitern zu wollen. Insbesondere Fach- und Führungskräfte des eigenen Unternehmens sollten durch die Akademie Zusatzkompetenzen erwerben, die sie vom Wettbewerb abheben sollten.
Entgegen den ursprünglichen Expansionsplänen wurde die Steigenberger Akademie zum 1. August 2024 geschlossen. Schüler, deren Weiterbildung zu diesem Zeitpunkt noch nicht abgeschlossen war, wurden an andere Bildungsträger vermittelt.

## Aus- und Weiterbildungsangebot
Das Angebot umfasste mehrwöchige bis dreijährige Aus- und Weiterbildungen sowie Studiengänge.
In der Akademie lernten die Schüler die unterschiedlichen Bereiche des Hotels kennen. Der Unterricht erfolgte im Wechsel von Praxis- und Theorieblöcken.

## Restaurant und Küche
Das Schulrestaurant bot Platz für 100 Gäste. Es diente der gastronomischen Versorgung auf dem Campus sowie als Lehrrestaurant für die Hotelfachschüler der Akademie.
In der Küche der Hotelfachschule wurden im praktischen Unterricht die täglichen Abläufe gelehrt. Sie verfügte über 10 vollausgestattete Arbeitsplätze, die u. a. auch für die Meisterausbildung genutzt wurden. Unter Anleitung von Küchen- und Konditormeistern bereiteten die Schüler die Speisen für das Restaurant zu.

## Wohnheim
Die Akademie verfügte über ein Wohnheim mit 50 Zimmern. Die Unterbringung erfolgte je nach Ausbildung in Einzel- oder Doppelzimmern. Die Wohnheimbetreuer standen den Schülern beim Leben auf dem Campus zur Seite und betreuten die Wohngemeinschaft auf dem Campus während der Ausbildung.

## Finanzierung
Für die anfallenden Kosten der Aus- und Weiterbildung standen verschiedene Fördermöglichkeiten zur Auswahl: BAföG, Aufstiegs-BAföG und ein Stipendium der Steigenberger Akademie.

## Absolventen
Absolventen sind unter anderem die Sterneköche Alfons Schuhbeck und André Münch.